# Marc Juni Rufí Sabinià
Marc Juni Rufí Sabinià (llatí: Marcus Junius Rufinus Sabinianus) va ser un magistrat romà del segle ii. Era germà d'Aulus Juni Rufí, que va ser cònsol l'any 153.
Marc Juni va ser cònsol de Roma l'any 155 junt amb Gai Juli Sever.